# Gitta Trauernicht
Brigitte Trauernicht-Jordan, dite Gitta Trauernicht, née Scharnagl le 30 avril 1951 à Emden, est une femme politique allemande membre du Parti social-démocrate d'Allemagne (SPD).
Après avoir dirigé la chancellerie sénatoriale de Hambourg de 1997 à 2000, elle entre au gouvernement régional de Basse-Saxe comme ministre des Affaires sociales, et se fait élire au Landtag lors des élections de 2003, perdues par le SPD. Elle en démissionne un an plus tard pour devenir ministre des Affaires sociales du Schleswig-Holstein, un poste qu'elle occupera jusqu'à la fin du mandat de la coalition rouge-verte, en 2005, et sous tout le mandat de la grande coalition qui lui succède et qui s'achève finalement en 2009.

## Éléments personnels

### Formation et carrière
Après avoir passé son certificat général de l'enseignement secondaire (Mittlere Reife), elle suit un apprentissage de laborantin et technicienne en chimie, obtenant ensuite divers postes dans des sociétés d'agroalimentaire ou de technologie médicale à Emden et Bonn. Grâce à l'école de la deuxième chance, elle obtient son Abitur et entre à l'université de Münster pour y étudier la sociologie, la philologie allemande et les sciences de l'éducation. Elle achève ses études en décrochant une maîtrise.
En 1984, elle retrouve un emploi à l'Institut du travail social de Münster, où elle est d'abord associée de recherche avant d'être promue directrice générale. Elle reçoit un doctorat en 1989, année de sa nomination comme directrice du bureau de la Jeunesse de l'administration sénatoriale de Hambourg.

## Parcours politique
Elle fait partie du Parti social-démocrate d'Allemagne (SPD) depuis 1987.

### Les débuts à Hambourg
Elle est nommée secrétaire d'État au département de l'Éducation, de la Jeunesse et de la Formation professionnelle de Hambourg en 1995, puis prend deux ans plus tard la tête de la chancellerie sénatoriale, avec rang de secrétaire d'État, lorsque Ortwin Runde succède à Henning Voscherau comme premier maire de la ville.

### En Basse-Saxe
Le 13 décembre 2000, elle est choisie par le Ministre-président de Basse-Saxe, Sigmar Gabriel, comme nouvelle ministre des Femmes, du Travail et des Affaires sociales dans son gouvernement de majorité absolue du SPD. Elle se présente aux élections régionales de 2003 et est élue au Landtag en même temps que le Parti social-démocrate cède le pouvoir à la coalition noire-jaune de Christian Wulff. Elle conserve cependant son mandat de députée régionale.

### Dans le Schleswig-Holstein
Elle rejoint le gouvernement de coalition SPD/Verts du Schleswig-Holstein, emmené par la Ministre-présidente Heide Simonis, le 26 mars 2004, au poste de ministre des Affaires sociales, de la Santé et de la Protection des consommateurs. Élue députée au Landtag lors des élections de 2005, elle est maintenue en fonction dans la grande coalition du chrétien-démocrate Peter Harry Carstensen, avec le titre de ministre des Affaires sociales, de la Santé, de la Famille, de la Jeunesse et des Personnes âgées. À la suite de la rupture de la coalition, elle est démise de ses fonctions le 21 juillet 2009 et remplacée à titre provisoire par le ministre de l'Agriculture et de l'Environnement, Christian von Boetticher. Elle est réélue députée régionale aux élections anticipées du 27 septembre suivant, et se voit désignée vice-présidente du Landtag peu après.